# Saint-Mammès
Saint-Mammès è un comune francese di 3 318 abitanti situato nel dipartimento di Senna e Marna nella regione dell'Île-de-France. Prende il nome da San Mamete, martire in Cesarea di Cappadocia nella seconda metà del III secolo.

## Società

### Evoluzione demografica
Abitanti censiti